# Inge Blomqvist
Inge Blomqvist, född Roug 9 maj 1923 i Danmark, död 6 december 2010 i Barsebäck, var en dansk-svensk konstnär som var bosatt i Barsebäck i Skåne. Hon var fram till 1979 gift med Sten Erland Blomqvist (1915–2005).
Blomqvist var en av medlemmarna i Grupp-K. Under 1990-talet visades hennes konst på flera gallerier i Stockholm.

## Fotnoter
1. ↑  Inge Blomqvist Arkiverad 8 januari 2017 hämtat från the Wayback Machine. på Familjesidan.se
2. ↑  Äktenskapsregistret, Skatteverket
3. ↑  Sveriges dödbok 1901–2013
4. ↑  Svenska Dagbladets arkiv